# Chiayi
Chiayi (en chino:嘉義市, pinyin:Jiāyì Shì, los caracteres de la ciudad significa excelente y justicia) es una ciudad situada en las llanuras al suroeste de la Isla de Taiwán, República de China. Llamada como Kagee durante la Dinastía Qing y  Kangi durante la ocupación japonesa de Taiwán. Su área es de 60.0256 km² y su población es de 274,212. La ciudad mide 15,8 km de norte a sur y 10,5 de oeste a este. Su economía se basa en la agricultura y en algunas industrias.

## Administración
| La ciudad de Chiayi se divide en 2 distritos: | Distrito |         | Población | Área |
|                                               |          |         | (2009)    | km²  |
| ■ Distrito Este                               | 東區     | 128 282 | 29        |      |
| ■ Distrito Oeste                              | 西區     | 145 786 | 30        |      |

## Historia
La región fue ocupada por primera vez por un grupo aborigen taiwanés llamado Hóngya (洪雅族), que llamaron a la región Tirosen.
Con la llegada de los chinos Han al suroeste de Taiwán, el nombre Tirosen fue evolucionando hasta convertirse en Chu-lo-san (諸羅山) después, Chu-lo-san fue acortado a Chu-Lô. Se ha sugerido que el nombre Chu-lo vino de la expresión "montañas rondando al este". Otro nombre en la antigüedad para la ciudad de Chiayi fue "Ciudad Durazno" debido a su forma.
Chulô fue una vez el punto de llegada para las personas que emigraron desde el continente. En 1621, Yen Szu-Chi vino desde Zhangzhou y condujo a su pueblo a cultivar esta tierra. En 1661 Koxinga derrotó a los holandeses en Taiwán. Luego se estableció una provincia llamada Cheng-Tian-Fu (承天府), y dos condados, Tian-Hsing (天興縣) y Wan-Nien (萬年縣). Chiayi estaba bajo la jurisdicción del Condado de Tian-Hsing.
En 1895, Taiwán fue cedida a Japón, en el Tratado de Shimonoseki.
En 1906, un gran terremoto devastó la ciudad. Las autoridades japonesas reconstruyerón la ciudad y las industrias y comercios comenzaron a florecer. En 1907, la construcción del ferrocarril dio comienzo. Chiayi se convirtió en un grupo autónomo como Ciudad Chiayi y más tarde en 1930 fue promovida a ciudad autónoma.
En 1945, cuando Japón renunció el control de Taiwán, la Ciudad de Chiayi fue promovida a una ciudad de provincias bajo la jurisdicción de la República de China.
En 1950, debido a la reasignación de las áreas administrativas en la que Taiwán fue dividida en 16 condados, cinco ciudades de provincia, y una oficina especial, la ciudad de Chiayi fue degradada a condado de gobierno. Como resultado, la escasez de capital obstaculizado su desarrollo.
El 1 de julio de 1982, se elevó de nuevo a ciudad de provincias como resultado de la presión de las elites locales.

## Clima
El clima de la ciudad es cálida influenciada por el monzón del Clima subtropical húmedo. Los vientos del noreste durante el otoño y el invierno indican que la lluvia es poca en esa época del año, mientras que los vientos del sureste durante el verano y la primavera tardía indica tiempo de lluvia, con más del 60% de la precipitación de junio a agosto. La humedad es alta a todo tiempo,incluso en el invierno.
| Parámetros climáticos promedio de Chiayi (1971-2000) | Parámetros climáticos promedio de Chiayi (1971-2000) | Parámetros climáticos promedio de Chiayi (1971-2000) | Parámetros climáticos promedio de Chiayi (1971-2000) | Parámetros climáticos promedio de Chiayi (1971-2000) | Parámetros climáticos promedio de Chiayi (1971-2000) | Parámetros climáticos promedio de Chiayi (1971-2000) | Parámetros climáticos promedio de Chiayi (1971-2000) | Parámetros climáticos promedio de Chiayi (1971-2000) | Parámetros climáticos promedio de Chiayi (1971-2000) | Parámetros climáticos promedio de Chiayi (1971-2000) | Parámetros climáticos promedio de Chiayi (1971-2000) | Parámetros climáticos promedio de Chiayi (1971-2000) | Parámetros climáticos promedio de Chiayi (1971-2000) |
| Mes                                                  | Ene.                                                 | Feb.                                                 | Mar.                                                 | Abr.                                                 | May.                                                 | Jun.                                                 | Jul.                                                 | Ago.                                                 | Sep.                                                 | Oct.                                                 | Nov.                                                 | Dic.                                                 | Anual                                                |
| ---------------------------------------------------- | ---------------------------------------------------- | ---------------------------------------------------- | ---------------------------------------------------- | ---------------------------------------------------- | ---------------------------------------------------- | ---------------------------------------------------- | ---------------------------------------------------- | ---------------------------------------------------- | ---------------------------------------------------- | ---------------------------------------------------- | ---------------------------------------------------- | ---------------------------------------------------- | ---------------------------------------------------- |
| Temp. máx. media (°C)                                | 21.8                                                 | 22.0                                                 | 24.7                                                 | 27.9                                                 | 30.3                                                 | 32.2                                                 | 32.9                                                 | 32.2                                                 | 31.6                                                 | 29.8                                                 | 26.9                                                 | 23.7                                                 | 28.0                                                 |
| Temp. media (°C)                                     | 16.1                                                 | 16.8                                                 | 19.4                                                 | 22.9                                                 | 25.5                                                 | 27.6                                                 | 28.4                                                 | 27.8                                                 | 26.7                                                 | 24.3                                                 | 20.9                                                 | 17.4                                                 | 22.8                                                 |
| Temp. mín. media (°C)                                | 12.1                                                 | 13.3                                                 | 15.5                                                 | 18.9                                                 | 21.8                                                 | 24.0                                                 | 24.9                                                 | 24.6                                                 | 23.2                                                 | 20.6                                                 | 16.8                                                 | 13.0                                                 | 19.1                                                 |
| Lluvias (mm)                                         | 27.6                                                 | 57.7                                                 | 62.2                                                 | 107.6                                                | 189.2                                                | 350.7                                                | 304.3                                                | 422.1                                                | 148.9                                                | 22.7                                                 | 12.2                                                 | 20.9                                                 | 1726.1                                               |
| Días de lluvias (≥ 0.1 mm)                           | 5.4                                                  | 7.0                                                  | 7.4                                                  | 8.4                                                  | 11.1                                                 | 14.4                                                 | 14.9                                                 | 18.1                                                 | 9.8                                                  | 3.6                                                  | 3.0                                                  | 3.7                                                  | 106.8                                                |
| Horas de sol                                         | 153.2                                                | 121.8                                                | 143.0                                                | 150.3                                                | 156.8                                                | 176.9                                                | 208.6                                                | 184.1                                                | 186.9                                                | 174.0                                                | 151.7                                                | 158.7                                                | 1966.0                                               |
| Humedad relativa (%)                                 | 81.8                                                 | 83.1                                                 | 83.7                                                 | 84.1                                                 | 84.5                                                 | 82.0                                                 | 80.4                                                 | 83.6                                                 | 84.7                                                 | 84.1                                                 | 81.4                                                 | 80.3                                                 | 82.8                                                 |
| Fuente:                                              |                                                      |                                                      |                                                      |                                                      |                                                      |                                                      |                                                      |                                                      |                                                      |                                                      |                                                      |                                                      |                                                      |

## Ciudades hermanadas
Chiayi mantiene un hermanamiento de ciudades con: